# شیرجه در المپیک تابستانی ۱۹۲۰
شیرجه در بازی‌های المپیک تابستانی ۱۹۲۰ نام رویداد ورزش شیرجه در بازی‌های المپیک تابستانی بود که در سال ۱۹۲۰ برگزار شد.

## جدول مدال‌ها
| رتبه  | کشور                | طلا | نقره | برنز | مجموع |
| ۱     | ایالات متحده آمریکا | ۳   | ۲    | ۳    | ۸     |
| ۲     | سوئد                | ۱   | ۲    | ۲    | ۵     |
| ۳     | دانمارک             | ۱   | ۰    | ۰    | ۱     |
| ۴     | بریتانیای کبیر      | ۰   | ۱    | ۰    | ۱     |
|       |                     |     |      |      |       |
| مجموع | مجموع               | ۵   | ۵    | ۵    | ۱۵    |

## کشورهای شرکت کننده
- استرالیا (۱) (مردان:۰ زنان:۱)
- بلژیک (۳) (مردان:۳ زنان:۰)
- برزیل (۱) (مردان:۱ زنان:۰)
- کانادا (۱) (مردان:۱ زنان:۰)
- دانمارک (۵) (مردان:۳ زنان:۲)
- فنلاند (۳) (مردان:۳ زنان:۰)
- فرانسه (۱) (مردان:۱ زنان:۰)
- بریتانیای کبیر (۵) (مردان:۳ زنان:۲)
- ایتالیا (۱) (مردان:۱ زنان:۰)
- ژاپن (۱) (مردان:۱ زنان:۰)
- نروژ (۴) (مردان:۲ زنان:۲)
- سوئد (۱۲) (مردان:۸ زنان:۴)
- سوئیس (۱) (مردان:۱ زنان:۰)
- ایالات متحده آمریکا (۱۴) (مردان:۷ زنان:۷)